# Christian Lademann
Christian Lademann (nascido em 30 de outubro de 1975 em Blankenburg) é um ciclista alemão.

## Biografia
Medalha de prata da perseguição por equipas no campeonato Mundial de Ciclismo em Pista de 1998 em Bordéus, e de ouro da perseguição por equipas do campeonato Mundial de Ciclismo em Pista de 1999 em Berlim sem ter no entanto disputado a final, tem feito depois uma carreira profissional em estrada de 2000 a 2008.
Em 2009, a análise de uma amostra extraída durante um controle antidopagem em 2007 e declarado com uma positivo ao EPO. Christian Lademann que tem entretempos posto final à sua carreira, não pede a análise da mostra B, e uma suspensão de dois anos é pronunciada contra ele.

## Palmarés em estrada
- 1994
  - Volta à Tunísia :
  - Classificação geral
  - 1.ªb e 7. ª etapas
- 1998
  - 4. ª etapa da Volta à Croácia
- 1999
  - 7. ª etapa da Volta à Renânia Palatinado
  - 3.º do Berliner Etappenfahrt
- 2000
  - 13. ª etapa da Volta a Argentina
  - 8.º e 9. ª etapas da Volta ao Chile
  - 3. ª etapa da Volta à Baixa-Saxônia
- 2001
  - 6. ª etapa da Course de la Paix
  - Classificação geral da Volta a Brandemburgo
- 2006
  - 2. ª etapa da Bay Cycling Classic
- 2007
  - 7. ª etapa da International Cycling Classic

## Palmarés em pista

### Jogos Olímpicos
- Atenas 2004
  -     - 4.º da perseguição por equipas

  - 11.º da perseguição individual

### Campeonatos mundiais
- Bordeús 1998
  -  Medalha de prata da perseguição por equipas
- Berlim 1999
  -  Campeão do mundo de perseguição por equipas (com Daniel Becke, Robert Bartko e Guido Fulst)

### Copa do mundo
- 1998
  -     - 1.º da perseguição por equipas em Berlim (com Robert Bartko, Daniel Becke e Guido Fulst)
- 2004
  - 3.º da perseguição por equipas em Sydney

### Campeonato Europeu
- 1996
  -  Medalha de prata da perseguição individual esperanças
- 1997
  -  Campeão da Europa de perseguição individual esperanças

### Campeonato da Alemanha
- 1996 :  Campeão da Alemanha de perseguição por equipas (com Guido Fulst, Robert Bartko e Heiko Szonn)
- 2001 :  Campeão da Alemanha da americana (com Mathias Kahl)